# My Sunshine
Pour plus de détails, voir Fiche technique et Distribution.
My Sunshine (ぼくのお日さま, Boku no ohisama) est un film franco-japonais réalisé par Hiroshi Okuyama, sorti en 2024.

## Synopsis
Un entraineur de patinage artistique prend en charge un duo de danseurs sur glace que tout oppose.

## Fiche technique
- Titre : My Sunshine
- Titre original : ぼくのお日さま (Boku no ohisama)
- Réalisation, scénario et photographie : Hiroshi Okuyama
- Montage : Hiroshi Okuyama et Tina Baz
- Production : Toshikazu Nishigaya, Yuki Nishimiya et Masa Sawada
- Sociétés de production : Asahi shinbun, Comme des cinémas et Tokyo Theatres
- Société de distribution : Art House Films (France)
- Pays de production :  Japon et  France
- Format : couleur — 1,33:1
- Genre : drame
- Durée : 100 minutes
- Dates de sortie :
  - France : 19 mai 2024 (Festival de Cannes) ; 25 décembre 2024 (sortie nationale)
  - Japon : 13 septembre 2024

## Distribution
- Keitatsu Koshiyama : Takuya
- Kiara Nakanishi : Sakura
- Sōsuke Ikematsu : Arakawa
- Ryūya Wakaba : Igarashi
- Maho Yamada : mère de Sakura
- Yunho : ami de Takuya

## Distinctions
Le film a été présenté en sélection officielle lors du Festival de Cannes 2024 dans la section Un certain regard et était en compétition pour la Queer Palm. Il a également remporté le prix spécial du jury, le prix de la guilde des réalisateurs de Taïwan et le prix du public lors du Festival du film de Taipei 2024.